# Schizochoeridae
Schizochoeridae — родина паразитичних плоских червів класу Цестоди (Cestoda). Відомо 7 видів. Представники родини є паразитами риб, один вид паразитує у прісноводних черепахах. Проміжним господарями є рачки-бокоплави.

## Класифікація
- Родина Schizochoeridae Poche, 1922
  - Рід Austramphilina Johnson, 1931
    - Austramphilina elongata Johnson, 1931

  - Рід Gephyrolina Poche, 1926
    - Gephyrolina paragonopora (Woodland, 1923)

  - Рід Gigantolina Poche, 1922
    - Gigantolina magna (Southwell, 1915)
    - Gigantolina raebareliensis Srivastav, Mathur & Rani, 1994

  - Рід Nesolecithus Poche, 1922
    - Nesolecithus africanus Dönges & Harder, 1966
    - Nesolecithus janickii Poche, 1922

  - Рід Schizochoerus Poche, 1922
    - Schizochoerus liguloides (Diesing, 1850)